# ホンダ・XE
XE（エックスイー）は、本田技研工業がかつて製造販売していたオートバイのシリーズ商標である。本項では実質的な後継フルモデルチェンジ車であるXL50S（エックスエルごじゅうエス）・XL80S（エックスエルはちじゅうエス）についても解説を行う。

## 概要
1976年に50cc（原動機付自転車）・75㏄（原付二種：小型自動二輪車）クラスでスポーツ系バイクの充実を目的にクロスカントリー用として製造販売された日本国内向けモデルのシリーズである。
同時に発売されたトライアルモデルのTL50、モデルチェンジを実施したロードモデルのCB50JX-Iとはエンジン基本設計や一部コンポーネンツを共用する姉妹車である。ただし本モデルのみシリーズに原付二種を設定するほか、本モデルをベースに公道走行を前提としないエンデューロレーサーのXR75が製造販売された。
1978年にマイナーチェンジを、1980年にデュアルパーパスモデルのXLシリーズへ発展的統合しXL50S・80Sへのフルモデルチェンジを実施した。

## XE50・75
CB50系と同様のショートストローク直立（縦型）空冷4ストローク2バルブSOHC単気筒エンジンを搭載するが、XE50では車両のキャラクターに合せて、キャブレターをPW18→PW15に変更し低中速トルクに振ったチューニングが行われた。
- CB50：6.3ps/10,500rpm・0.43kg-m/9,500rpm
- XE50：4.5ps/9,000rpm・0.37kg-m/8,000rpm

XE75では排気量アップによって得られた低中速トルクをより活かす方向にチューニングが行われた。
- XE75：6.0ps/8,000rpm・0.57kg-m/6,000rpm

オフロード走行を念頭に置いたスキッドプレートやミドルアップ型マフラーを装備するほか、本クラスでは初となるトリップメーターが採用された。

### モデルイヤー別詳細
1976年モデル
- 1976年2月5日発表 同月6日発売[1]
- 車名はXE50・XE75
- 4速マニュアルトランスミッションを搭載

1978年モデル
- 1978年2月28日発表 同年3月1日発売[2]
- 車名はXE50-II・XE75-II
- 以下の変更を実施
  - マニュアルトランスミッション：4速→5速
  - 前フェンダー：可動式（ダウン）→固定式（アップ）
  - ストライプ・エンブレムデザイン

### 諸元
| 車名             | XE50                                        | XE50-II                                     | XE75                                        | XE75-II                                     |
| モデルイヤー     | 1976                                        | 1978                                        | 1976                                        | 1978                                        |
| 全長x全幅x全高   | 1.725x0.710x0.935（m）                      | 1.725x0.710x0.935（m）                      | 1.725x0.710x0.935（m）                      | 1.725x0.710x0.935（m）                      |
| ホイールベース   | 1.105（m）                                  | 1.105（m）                                  | 1.105（m）                                  | 1.105（m）                                  |
| 最低地上高       | 0.190（m）                                  | 0.190（m）                                  | 0.190（m）                                  | 0.190（m）                                  |
| 車両重量（kg）   | 78                                          | 78                                          | 79                                          | 79                                          |
| 定地走行燃費     | 80km/L（30㎞/h）                            | 80km/L（30㎞/h）                            | 75km/L（50㎞/h）                            | 75km/L（50㎞/h）                            |
| 登坂能力（tanθ） | 0.36                                        | 0.36                                        | 0.38                                        | 0.38                                        |
| 最低回転半径     | 1.7（m）                                    | 1.7（m）                                    | 1.7（m）                                    | 1.7（m）                                    |
| エンジン型式     | 空冷4ストローク2バルブSOHC単気筒            | 空冷4ストローク2バルブSOHC単気筒            | 空冷4ストローク2バルブSOHC単気筒            | 空冷4ストローク2バルブSOHC単気筒            |
| 総排気量         | 49cc                                        | 49cc                                        | 74cc                                        | 74cc                                        |
| 内径x行程（mm）  | 42.0x35.6                                   | 42.0x35.6                                   | 48.0x41.4                                   | 48.0x41.4                                   |
| 圧縮比           | 9.5                                         | 9.5                                         | 9.0                                         | 9.0                                         |
| 最高出力         | 4.5ps/9,000rpm                              | 4.5ps/9,000rpm                              | 6.0ps/8,000rpm                              | 6.0ps/8,000rpm                              |
| 最大トルク       | 0.37kg-m/8,000rpm                           | 0.37kg-m/8,000rpm                           | 0.57kg-m/6,000rpm                           | 0.57kg-m/6,000rpm                           |
| キャブレター     | PW15                                        | PW15                                        | PW15                                        | PW15                                        |
| 始動方式         | プライマリーキック                          | プライマリーキック                          | プライマリーキック                          | プライマリーキック                          |
| 潤滑方式         | 圧送式飛沫式併用ウエットサンプ              | 圧送式飛沫式併用ウエットサンプ              | 圧送式飛沫式併用ウエットサンプ              | 圧送式飛沫式併用ウエットサンプ              |
| 潤滑油容量       | 0.9L                                        | 0.9L                                        | 0.9L                                        | 0.9L                                        |
| 燃料タンク容量   | 5.5L                                        | 5.5L                                        | 5.5L                                        | 5.5L                                        |
| クラッチ         | 湿式多板コイルスプリング                    | 湿式多板コイルスプリング                    | 湿式多板コイルスプリング                    | 湿式多板コイルスプリング                    |
| 変速方式         | 左足動式リターン                            | 左足動式リターン                            | 左足動式リターン                            | 左足動式リターン                            |
| 変速機           | 常時噛合4段                                 | 常時噛合5段                                 | 常時噛合4段                                 | 常時噛合5段                                 |
| 1速              | 3.083                                       | 3.083                                       | 3.083                                       | 3.083                                       |
| 2速              | 1.882                                       | 1.882                                       | 1.882                                       | 1.882                                       |
| 3速              | 1.333                                       | 1.400                                       | 1.333                                       | 1.400                                       |
| 4速              | 1.041                                       | 1.130                                       | 1.041                                       | 1.130                                       |
| 5速              |                                             | 0.960                                       |                                             | 0.960                                       |
| 1次減速比        | 4.437                                       | 4.437                                       | 4.437                                       | 4.437                                       |
| 最終減速比       | 3.384                                       | 3.384                                       | 2.571                                       | 2.571                                       |
| フレーム形式     | ダイヤモンド式                              | ダイヤモンド式                              | ダイヤモンド式                              | ダイヤモンド式                              |
| サスペンション   | テレスコッピック（前）/スイングアーム（後） | テレスコッピック（前）/スイングアーム（後） | テレスコッピック（前）/スイングアーム（後） | テレスコッピック（前）/スイングアーム（後） |
| キャスター       | 27.0°                                       | 27.0°                                       | 27.0°                                       | 27.0°                                       |
| トレール         | 68.0mm                                      | 68.0mm                                      | 68.0mm                                      | 68.0mm                                      |
| タイヤ（前）     | 2.50-16-4RP                                 | 2.50-16-4RP                                 | 2.50-16-4RP                                 | 2.50-16-4RP                                 |
| タイヤ（後）     | 2.75-14-4PR                                 | 2.75-14-4PR                                 | 3.00-14-4PR                                 | 3.00-14-4PR                                 |
| ブレーキ（前）   | ワイヤ式リーディングトレーリング            | ワイヤ式リーディングトレーリング            | ワイヤ式リーディングトレーリング            | ワイヤ式リーディングトレーリング            |
| ブレーキ（後）   | ロッド式リーディングトレーリング            | ロッド式リーディングトレーリング            | ロッド式リーディングトレーリング            | ロッド式リーディングトレーリング            |
| バッテリ         | 6N2-2A（6V）                                | 6N2-2A（6V）                                | 6N2-2A（6V）                                | 6N2-2A（6V）                                |
| 標準現金価格     | \109.000                                    | \119,000                                    | \119,000                                    | \129,000                                    |
| ---------------- | ------------------------------------------- | ------------------------------------------- | ------------------------------------------- | ------------------------------------------- |

## XL50S・80S
1980年2月21日発表、同年3月1日発売。上述したXE50・75からフレーム・サスペンションなど基本コンポーネンツはそのまま踏襲するが、セッティング変更や車体の大型化を実施したほか、原付2種モデルが排気量を74㏄から79㏄へわずかながら排気量アップさせた実質的な後継フルモデルチェンジ車である（詳細は後述諸元を参照）。
また本田技研工業では1980年以降製造の新型二輪車はアルファベット2文字+2桁数字の型式名を付与することとなったためXL50SはAD03、XL80SはHD04が型式名とされた。
1981年2月にマイナーチェンジを実施。2ストロークエンジンを搭載するMT50と併売されていたが、後継のMTX50R・80Rが製造開始された1983年に生産中止となった。

### 諸元
| 車名            | XL50S                                       | XL80S                                       |
| 型式名          | AD03                                        | HD04                                        |
| 全長x全幅x全高  | 1.760x0.755x0.970（m）                      | 1.760x0.755x0.970（m）                      |
| ホイールベース  | 1.135（m）                                  | 1.135（m）                                  |
| 最低地上高      | 0.190（m）                                  | 0.190（m）                                  |
| 車両重量（kg）  | 76                                          | 79                                          |
| 定地走行燃費    | 80km/L（30㎞/h）                            | 75km/L（50㎞/h）                            |
| エンジン型式    | 空冷4ストローク2バルブSOHC単気筒            | 空冷4ストローク2バルブSOHC単気筒            |
| 総排気量        | 49cc                                        | 79cc                                        |
| 内径x行程（mm） | 42.0x35.6                                   | 47.5x45.0                                   |
| 圧縮比          | 9.5                                         | 9.0                                         |
| 最高出力        | 4.5ps/9,000rpm                              | 6.3ps/8,000rpm                              |
| 最大トルク      | 0.37kg-m/8,000rpm                           | 0.61kg-m/6,000rpm                           |
| キャブレター    | PW15                                        | PW15                                        |
| 始動方式        | プライマリーキック                          | プライマリーキック                          |
| 潤滑方式        | 圧送式飛沫式併用ウエットサンプ              | 圧送式飛沫式併用ウエットサンプ              |
| 潤滑油容量      | 0.9L                                        | 0.9L                                        |
| 燃料タンク容量  | 4.5L                                        | 4.5L                                        |
| クラッチ        | 湿式多板コイルスプリング                    | 湿式多板コイルスプリング                    |
| 変速方式        | 左足動式リターン                            | 左足動式リターン                            |
| 変速機          | 常時噛合5段                                 | 常時噛合5段                                 |
| 1速             | 3.083                                       | 3.083                                       |
| 2速             | 1.882                                       | 1.882                                       |
| 3速             | 1.333                                       | 1.400                                       |
| 4速             | 1.041                                       | 1.130                                       |
| 5速             | 0.960                                       | 0.960                                       |
| 1次減速比       | 4.437                                       | 4.437                                       |
| 最終減速比      | 3.384                                       | 2.571                                       |
| フレーム形式    | ダイヤモンド式                              | ダイヤモンド式                              |
| サスペンション  | テレスコッピック（前）/スイングアーム（後） | テレスコッピック（前）/スイングアーム（後） |
| キャスター      | 27.5°                                       | 27.5°                                       |
| トレール        | 88.0mm                                      | 88.0mm                                      |
| タイヤ（前）    | 2.50-16-4RP                                 | 2.50-16-4RP                                 |
| タイヤ（後）    | 2.75-14-4PR                                 | 3.00-14-4PR                                 |
| ブレーキ（前）  | ワイヤ式リーディングトレーリング            | ワイヤ式リーディングトレーリング            |
| ブレーキ（後）  | ロッド式リーディングトレーリング            | ロッド式リーディングトレーリング            |
| バッテリ        | 6N2-2A（6V）                                | 6N2-2A（6V）                                |
| 標準現金価格    | \139.000                                    | \149,000                                    |
| --------------- | ------------------------------------------- | ------------------------------------------- |